# スタン・モールディン
スタン・モールディン（Stan Mauldin 1920年12月27日-1948年9月24日）はテキサス州アマリロ出身のアメリカンフットボール選手。ポジションはオフェンシブタックル。
1938年にテキサス大学に進学、1942年にサウスウェスト・カンファレンスのオールチームに選ばれた。
1943年のNFLドラフトで指名された彼は第二次世界大戦の影響もあり、1946年からシカゴ・カージナルスでプレーした。
1947年、カージナルスはNFLチャンピオンとなった。1948年に行われたフィラデルフィア・イーグルス戦の終了後に心臓発作のため27歳で亡くなった。彼の背番号77番はカージナルスの永久欠番となっている。